# Paranoides Syndrom
Ein Paranoides Syndrom ist eine noch nicht genauer diagnostizierbare Erkrankung mit anhaltenden Wahnphänomenen (Paranoia).
Bei diesem Syndrom soll die Störung fast ausschließlich aus Wahnphänomenen bestehen, zitiert nach Rudolf Sponsel.